# Seirei Senshi Spriggan
Seirei Senshi Spriggan (精霊戦士スプリガン) est un jeu vidéo d'action de type shoot them up  à défilement vertical développée par Compile et Micronics et éditée par Naxat Soft et sorti le 12 juillet 1991 sur PC-Engine. Elle met en scène un mecha éponyme dans un univers mélangeant les thèmes du japon féodal et du cyberpunk, similaire au jeu Musha Aleste sorti en 1990. Le jeu fait partie de la compétition de jeu vidéo de tir Summer Carnival organisée par Naxat Soft en 1990. Le système de combat est basé sur l'obtention d'orbes colorées qui en combinaison donnent de nouvelles armes.